# Libercourt
 Libercourt  es una población y comuna francesa, situada en la región de Norte-Paso de Calais, departamento de Paso de Calais, en el distrito de Lens y cantón de Carvin.
Hasta 1947 formaba parte de la comuna de Carvin.

## Demografía
| 10 523 | 10 726 | 9837 | 10 093 | 9760 | 8854 |
| Para los censos de 1962 a 1999 la población legal corresponde a la población sin duplicidades (Fuente: INSEE [Consultar]) |        |      |        |      |      |